# شك علمي
الشك العلمي هو ممارسة للتشكيك في صحة ادعاءات تفتقر إلى الأدلة التجريبية أو استنساخ، كجزء من قاعدة السعي المنهجي «توسيع المعرفة المعتمدة». على سبيل المثال، روبرت ميرتون . يؤكد أنه يجب اختبار جميع الأفكار وان تخضع لصرامة تدقيق المجتمع المنظم (انظر CUDOS).
وقد أشاد غيرهم من الكتاب فضائل التشكك العلمي باعتباره الموقف العام تجاه أي رواية أو اختبار فرضية سيئة :تعتبر الشكوك العلمية الجيدة. ... في إطار هذا المبدأ ، يجب على المرء السؤال والشك، أو تعليق الحكم حتى تتوافر معلومات كافية. المتشككين بأن الطلب قدم الأدلة والبراهين قبل الاستنتاجات التي يمكن استخلاصها. ... لا بد من جمع الأدلة والدروس التي يمكن الإقناع بها من قبل الأدلة بدلا من التحامل والتحيز ، دون تمحيص أو تفكير.